# Červenica
Červenica – wieś (obec) na Słowacji położona w kraju preszowskim, w powiecie Preszów. Pierwsze wzmianki o miejscowości pochodzą z roku 1427. 

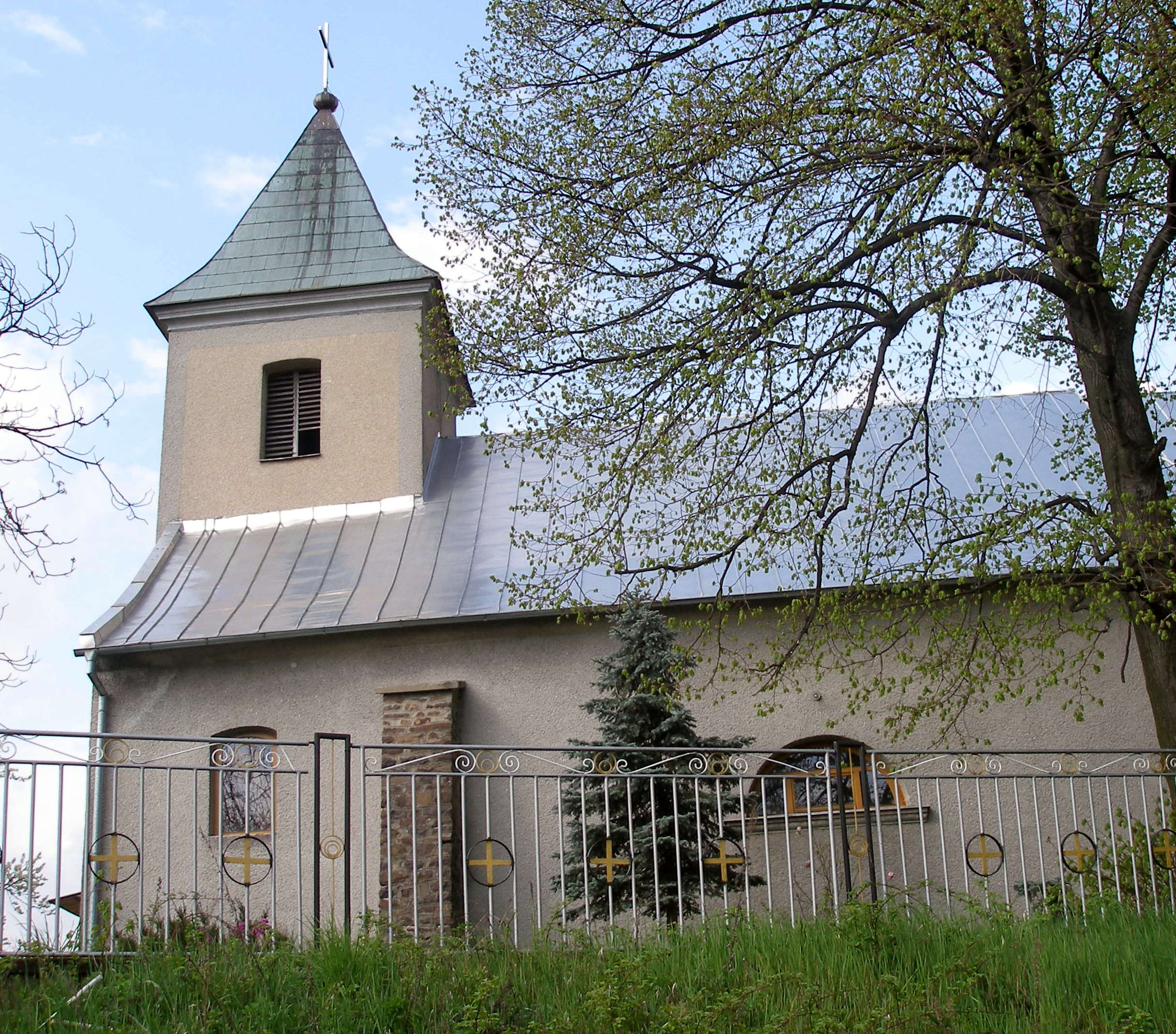
Kościół w Červenicy

Według danych z dnia 31 grudnia 2010, wieś zamieszkiwały 833 osoby, w tym 421 kobiet i 412 mężczyzn.
W 2001 roku pod względem narodowości i przynależności etnicznej Słowacy stanowili 68,56% populacji, a Romowie 31,16%.
Ze względu na wyznawaną religię struktura mieszkańców kształtowała się w 2001 roku następująco:
- Katolicy rzymscy – 72,95%
- Grekokatolicy – 1,70%
- Ewangelicy – 17,14%
- Przedstawiciele innych wyznań – 0,14%
- Ateiści – 0,42%
- Nie podano – 0,42%